# Gneti
Gneti est un village de la commune de Mayo-Baléo situé dans la région de l'Adamaoua et le département du Faro-et-Déo, à proximité de la frontière avec le Nigeria.

## Population
En 1971, Gneti (Ngnétti) comptait 200 habitants, principalement Koutine (ou Pere)
Lors du recensement de 2005, le village comptait 225 personnes, 104 de sexe masculin et 121 de sexe féminin.